# Ограда на граници Мађарске са Србијом
Ограда на граници Мађарске и Србије је жичана баријера коју је изградила Мађарска како би спречила илегални улазак избеглица у земљу. Ограда је висока 4 метра, а дуга 175 километара. Одлука о подизању ограде донета је у јуну 2015. а изградња је почела у јулу исте године. У септембру је завршена изградња ограде на граници са Србијом али је министар спољних послова Мађарске изјавио да би ограда могла бити продужена и уз границу са Румунијом.
Као разлог за подизање ограде наведен је драстичан пораст броја илегалних миграната током 2015. као и чињеница да велика већина њих улази у Мађарску из правца Србије.